# 北极光行动
北极光行动（德語：Unternehmen Nordlicht）是納粹德國在第二次世界大战期间发动的一场军事行动。芬兰与苏联议和后，德方计划将部队后撤到事先修筑、准备好的防线（位于芬兰拉普兰省），此计划就是桦木行动。桦木行动期间，國防軍最高統帥部在1944年10月4日下令，结束桦木行动，实施北极光行动。这也就意味着，第20山地集团军将停止疏散工作，不再加固防御阵地，转而按照既定时间表撤到位于挪威特罗姆斯郡的靈恩的新防线。德军在撤退过程中实施焦土政策，几乎毁坏了芬马克郡的所有建筑和船只，不给對方留下一砖一瓦。撤退行动于1945年1月20日结束。